# جرذ أصفر الذيل
جرذ أصفر الذيل (الاسم العلمي: Rattus xanthurus) (بالإنجليزية: Northeastern Xanthurus Rat)‏ هو نوع من الحيوانات يتبع جنس الجرذ من الفصيلة الفأرية.